# كيفن در
كيفن در (بالإنجليزية: Kevin Durr)‏ هو لاعب كرة قدم أمريكي في مركز الوسط، ولد في 13 مارس 1991 في شفاينفورت في ألمانيا. لعب مع نادي كولورادو سبرينغس.